# DJkamikaze
DJ kamikaze（ディージェイ・カミカゼ）は、日本の音楽プロデューサー、DJ、トラックメーカー。ペンネーム、DJネームは“k・k”。中国・アジア圏での芸名は“銭龍”。本名の“浅井 透”としても活動している。SOUND PEACE(平和音楽集団)代表。北京現代音楽研修学院客員教授。学校法人イーエスピー学園海外部特別講師。

## 経歴
ドイツを拠点にDJ、トラックメーカーとして活動を開始。現地レーベルと契約をしたところから本格的なアーティスト活動を開始する。帰国後は、元ZooのNAOYA（瀬谷直也）とともに起業し日本のエンタテイメント業界に本格参入。その後、2002年の「日韓共同開催FIFAワールドカップ」の韓国側公式応援歌のプロデュースや、韓国の歌手グループ「KOYOTE（コヨーテ）」の日本マネジメントなどを手掛け、国際的なエンタテイメント事業を開始する。
2010年に日本の音楽プロデューサーnaoとともに合同会社SOUNDPEACEを設立、共同代表に就任する。以降は中国での活動に注力し、中国の主要（省級）テレビ局（省級）である遼寧電視台（遼寧テレビ）のオーディション番組『超級面接』に審査員としてレギュラー出演するほか、中国遼寧省大連市にて開催の「中国（大連）服飾紡績博覧会 / 大連ガールズコレクション」においてnaoと共に日本人初のプロデューサーに就任するなどし、CCTV（中国中央電視台）、や「新魅力（雑誌）」といった主要メディアに取り上げられる。
現在は中国北京に活動の拠点を移し、台湾・米国出身の歌手「王力宏（ワンリーホン）」の世界同時リリースアルバムの日本公式版を担当するなど、中華圏のエンタテイメント業界への進出を本格化させている。

## メディア活動

### テレビ出演
- LNTV（遼寧電視台）『超級面接』（2011年9月～） [2]
- DLTV（大連電視台）『Fashion GIRL』（2012年11月放送）
- CCTV（中国中央電視台）『早朝報道』特集報道（2012年9月放送）
- LRTV（中国北方チャンネル）『中国（大連）服飾紡績博覧会 / 大連GIRLコレクション』特集報道（2010年8月放送）

### 新聞・雑誌出演
- 『中外名牌　China and overseas famous brand』特集記事
- 『新魅力』特集記事

## 関係アーティスト
- KOYOTE - 韓国の歌手グループ
- 王力宏 - 台湾・米国のアーティスト
- Dragon Asia - 多国籍ユニット
- f-girls - 世界最大のファッション専門チャンネルFashion TV公認プロジェクト

## その他の実績
- 連続テレビドラマ「パセリ」 - 音楽プロデューサー[4]
- 北京現代音楽研修学院 - 客員教授[1]
- 学校法人イーエスピー学園 - 海外部特別講師